# 沙德纳克
沙德纳克（法語：Chadenac，法語發音：[ʃadnak]）是法国滨海夏朗德省的一个市镇，位于该省南部偏东，属于桑特区。

## 地理
沙德纳克（45°32'29"N, 0°26'31"W）面积14.11 平方千米，位于法国新阿基坦大区滨海夏朗德省，该省份为法国西部滨海省份，北起旺代省，西临大西洋，南至吉倫特省，东南接多爾多涅省，东北接德塞夫勒省接壤，东临夏朗德省。
与沙德纳克接壤的市镇（或旧市镇、城区）包括：阿维、比龙、埃什布吕讷、雅纳克香槟、马里尼亚克、讷亚克、讷勒。

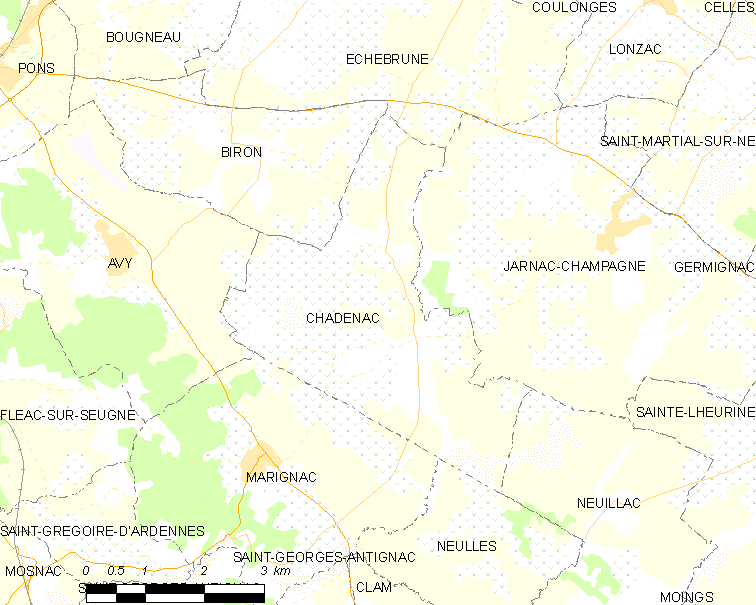
沙德纳克的OSM定位图

沙德纳克的时区为UTC+01:00、UTC+02:00（夏令时）。

## 行政
沙德纳克的邮政编码为17800，INSEE市镇编码为17078。

## 政治
沙德纳克所属的省级选区为蓬镇县。

## 人口

1962-2008年间沙德纳克人口变化图示

沙德纳克于2022年1月1日时的人口数量为526人。